# 5936 Khadzhinov
5936 Khadzhinov (1979 FQ2) là một tiểu hành tinh vành đai chính được phát hiện ngày 29 tháng 3 năm 1979 bởi N. S. Chernykh ở Nauchnyj.